# Leopold Pepermans
Leopold Georges Alphonse Pepermans (Brussel, 19 oktober 1870 - Brussel, 6 juli 1957) was een Belgische architect, afkomstig uit Schaarbeek.

## Werk en leven
Pepermans was de zoon van een Brusselse fotograaf. Over zijn privéleven zijn weinig details bekend, behalve dat hij zijn opleiding volgde in de Sint-Lukasschool van Schaarbeek (gesticht in 1887) en dat hij -voor de eeuw waarin hij leefde- een respectabele ouderdom behaalde van 87 jaar. Zijn zoon Georges Pepermans (1910-2006) werd eveneens architect.
Bij de aanvang van de 20e eeuw was Leopold Pepermans voornamelijk in de Brusselse regio actief. Hij ontwierp en restaureerde in hoofdzaak religieuze bouwwerken, doorgaans in neogotische stijl.
Na het beëindigen van zijn studies werd hij zelf leraar "Architectuur" aan de Sint-Lukasschool te Schaarbeek.
Daarenboven was hij leraar aan:
- het "Hoger Instituut voor Maatschappelijk en Cultureel Werk" te Brussel;
- het "Hoger Normaal Instituut voor Landbouwhuishoudkunde" te Laken.

## Werken (Selectie)
- 1901: Bouw van twee woningen in eclectische stijl, aan de Renaissancelaan 45 en 46 te Brussel.
- omstreeks 1903: Restauratie van de cisterciënzersabdij van Villers-la-Ville in Waals-Brabant onder de leiding van architect Charles Licot (1843-1903). Na diens overlijden in 1903 nam hij de leiding van de werken over, tot de beëindiging ervan in 1907.
- 1905: Barnabietenkerk, Brugmannlaan, Vorst. Deze kerk werd als monument beschermd ingevolge het Besluit van de Brusselse Hoofdstedelijke Regering de dato 7 maart 1996.
- 1906: Burgerhuis in neo-Vlaamse renaissancestijl te Elsene, Buchholtzstraat 4.
- 1914: Stichting van de Helpende Dames (Établissement des Dames auxiliatrices), Josaphatstraat 15-17, Sint-Joost-ten-Node.
- 1915: Ontwerp van de Sint-Franciscus-Xaveriuskerk (Kuregem). Zij werd gebouwd naar het voorbeeld van de abdijkerk van Aulne die ingevolge de Franse Revolutie in 1794 teloor was gegaan. Het gebouw werd als monument beschermd ingevolge het Besluit van 26 juni 2008.
- 1915: Sint-Gerarduskerk, Bloeistraat, Anderlecht.
- 1926: Wederopbouw van de parochiekerk Eglise Notre-Dame de la Visitation (met uitzondering van de toren) te Villers-la-Ville.
- 1926-1927: Wederopbouw van de Sint-Maartenskerk (Eglise Saint-Martin) te Jemappes (gebouwd in 1865 en door brand vernield tijdens de Eerste Wereldoorlog).

## Galerij

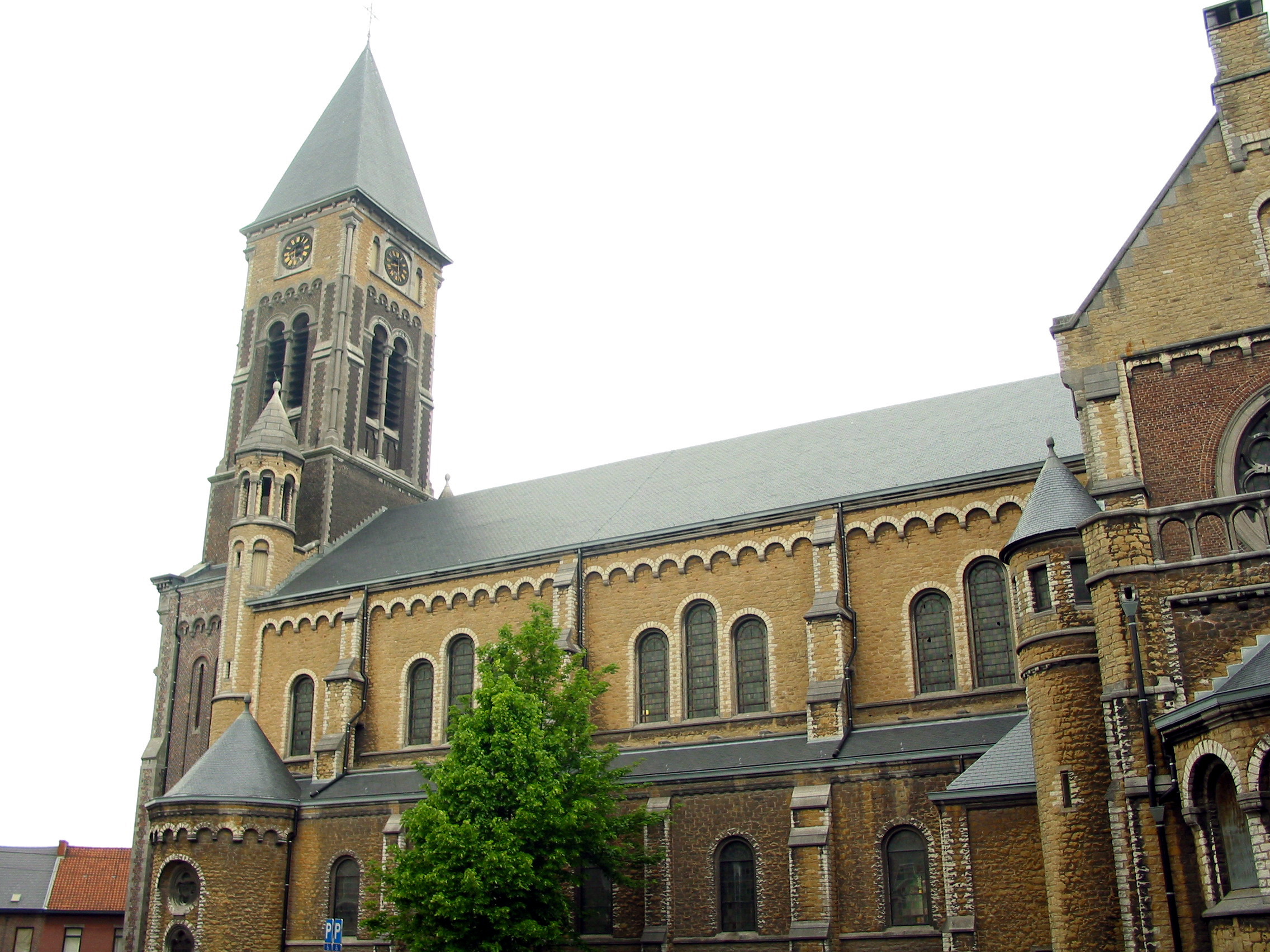
Sint-Maartenskerk te Jemappes
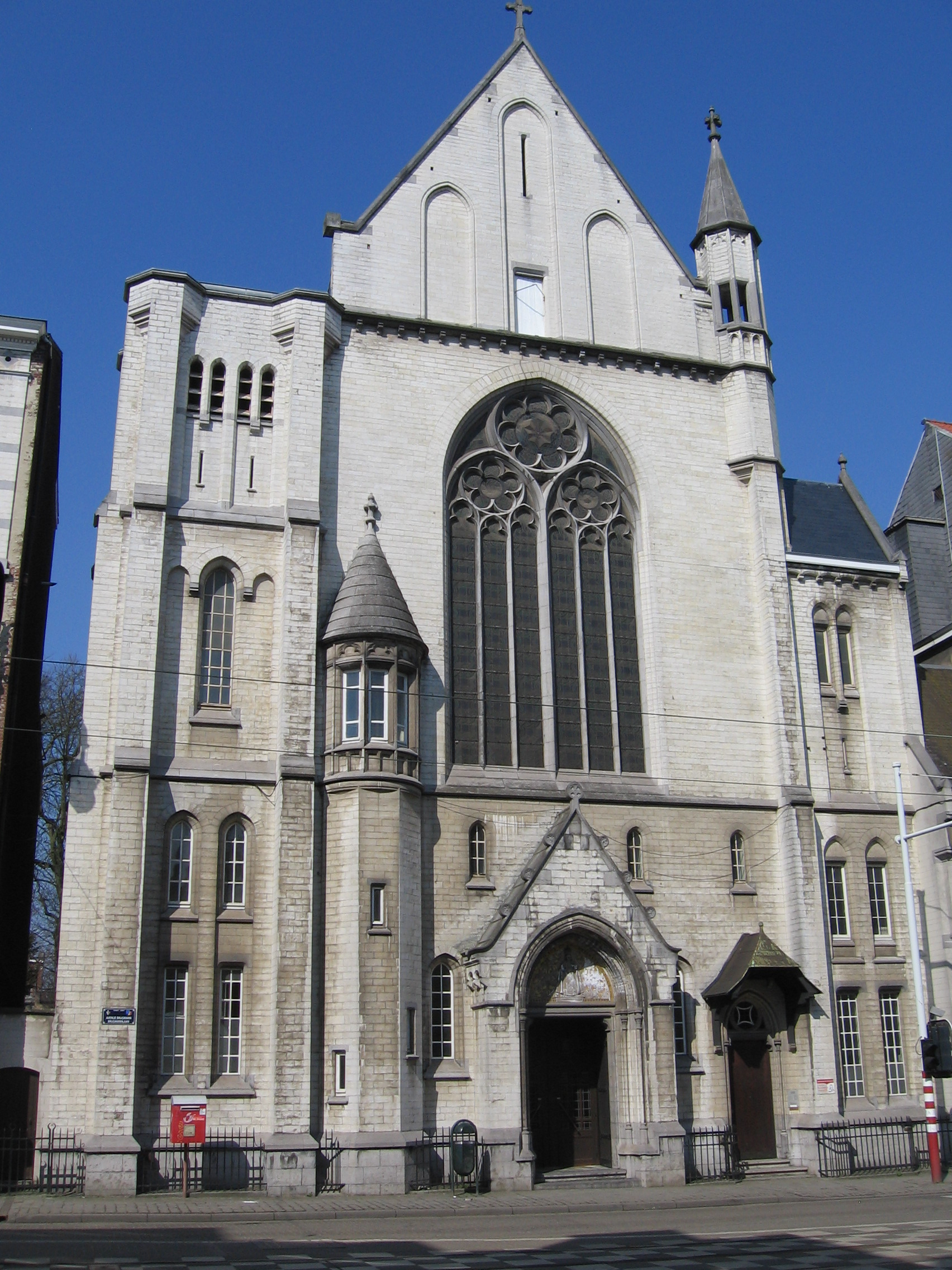
Barnabietenkerk te Vorst
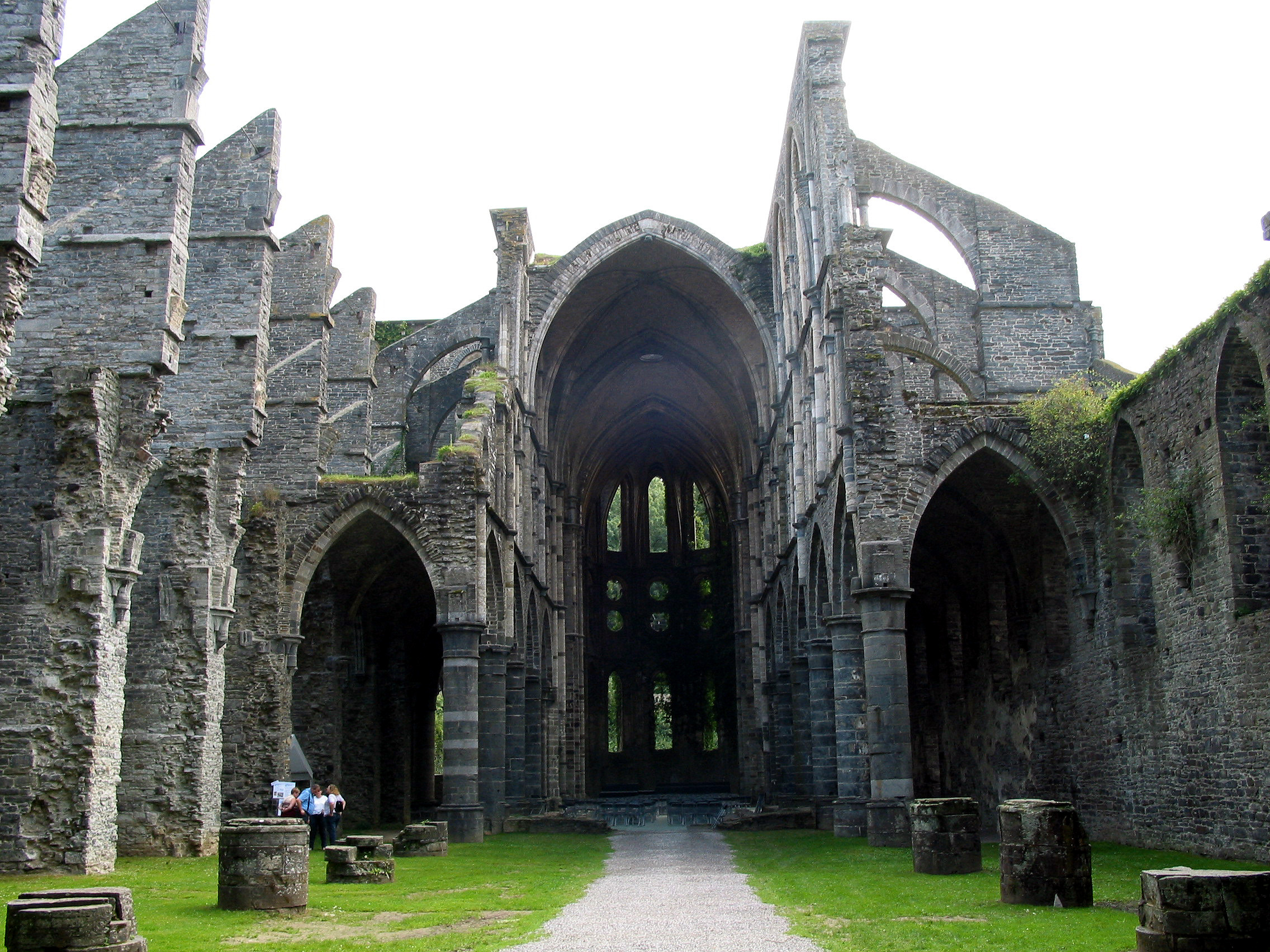
Ruïnes van de kerk der cisterciënzers in Villers-la-Ville